# Chaunax mulleus
Chaunax mulleus är en fisk i ordningen marulkartade fiskar som förekommer i östra Indiska oceanen och västra Stilla havet.
Arten blir upp till 16 cm lång. Den har i ryggfenan 3 taggstrålar och 12 mjukstrålar. I analfenan finns endast 6 till 7 mjukstrålar. Fisken har en rosa grundfärg och röda fläckar på bröstfenan samt bukfenan.
Utbredningsområdet ligger vid södra Australien och Nya Zeeland. Arten vistas 700 till 1200 meter under havsytan. Den hittas vanligen över sandig botten.
För beståndet är inga hot kända. IUCN listar arten som livskraftig (LC).